# راکتور آب سبک استخر آزاد استرالیا
راکتور آب سبک استرالیایی با استخر آزاد (OPAL) یک راکتور تحقیقاتی هسته‌ای استخری با ظرفیت ۲۰ مگاوات (MW) است. در آوریل 2007 به طور رسمی افتتاح شد و جایگزین راکتور‌های شار بالا استرالیا به عنوان تنها راکتور هسته ای استرالیا شد و در موسسه تحقیقاتی سازمان علوم و فناوری هسته ای استرالیا (ANSTO) در لوکاس هایتس، نیو ساوت ولز، حومه سیدنی واقع شده است. OPAL و سلف آن معمولاً به عنوان راکتور Lucas Heights شناخته می شوند.

## کارکرد‌ها
کاربردهای اصلی راکتور عبارتند از:
- تابش مواد هدف برای تولید ایزوتوپ پرتوزا برای کاربردهای پزشکی و صنعتی
- تحقیق در زمینه علم مواد و زیست شناسی ساختاری با استفاده از پرتوهای نوترونی و مجموعه پیچیده تجهیزات آزمایشی آن
- تجزیه و تحلیل کانی‌ها و نمونه ها با استفاده از فراکافت شیمیایی نوترونی و تکنیک فعال‌سازی تاخیری نوترون
- تابش شمش‌های سیلیکون به منظور دوپ کردن آن‌ها با فسفر و تولید مواد اولیه مورد استفاده در ساخت دستگاه‌های نیمه هادی

راکتور در یک چرخه عملیاتی 30 روزه بدون وقفه با قدرت کامل کار می کند و پس از آن 5 روز برای جابجایی سوخت متوقف می شود.
در طول سال 2014، OPAL در مجموع 290 روز در و در سال 2015 بیش از 300 روز کار کرده است.

## تاریخ
شرکت آرژانتینی آی‌ان‌وی‌ای‌پی از طریق قرارداد کلید در دست که در ژوئن 2000 امضا شد، مسئولیت تحویل راکتور، انجام طراحی،ساخت و راه اندازی را بر عهده داشت. ساخت و ساز شهری محلی توسط شریک INVAP، صنایع جان هالند-ایوانز دیکین انجام شد. این مرکز دارای منبع بزرگ نوترون سرد دوتریوم مایع (20 لیتری (4.4 ایمپ گال؛ 5.3 گالری آمریکا))، راهنماهای سوپرآینه مدرن و سالن راهنمای 35 در 65 متر (115 فوت × 213 فوت) است. منبع سرد توسط موسسه فیزیک هسته‌ای پترزبورگ، سیستم برودتی طراحی و عرضه شده توسط ایر لیکوئید و مجموعه اولیه چهار راهنمای سوپرآینه‌ای که توسط میرورترون ارائه شده است، طراحی شده است.
در 17 دسامبر 2001، 46 فعال صلح سبز تاسیسات لوکاس هایتس را در اعتراض به ساخت و ساز OPAL اشغال کردند. معترضان به محوطه، راکتور HIFAR، انبار زباله های رادیواکتیو سطح بالا و برج رادیویی دسترسی پیدا کردند. اعتراض آنها خطرات امنیتی و زیست محیطی ناشی از تولید مواد هسته ای و ارسال زباله های رادیواکتیو از تاسیسات را برجسته کرد.
OPAL در 20 آوریل 2007 توسط جان هوارد، نخست وزیر وقت استرالیا افتتاح شد و جایگزینی برای راکتور HIFAR است. ANSTO در ژوئیه 2006 مجوز عملیاتی را از آژانس حفاظت در برابر تشعشع و ایمنی هسته ای استرالیا (ARPANSA) دریافت کرد، که اجازه شروع راه اندازی داغ را می دهد، جایی که سوخت برای اولین بار در هسته راکتور بارگیری می شود. OPAL برای اولین بار در عصر 12 اوت 2006 بحرانی شد و برای اولین بار در صبح روز 3 نوامبر 2006 به قدرت کامل رسید.

## جزئیات تسهیلات
هسته راکتور شامل 16 سوخت هسته‌ای از نوع صفحه با غنای کم است و در زیر 13 متر (43 فوت) آب در یک استخر باز قرار دارد. آب سبک (H2O معمولی) به عنوان خنک کننده و تعدیل کننده استفاده می شود در حالی که از آب سنگین (D2O) به عنوان بازتابنده نوترون استفاده می شود. هدف بازتابنده نوترون، بهبود اقتصاد نوترونی در راکتور و در نتیجه افزایش حداکثر شار نوترون است.
OPAL مرکز تاسیسات ANSTO است که تولید رادیودارو و ایزوتوپ پرتوزا، خدمات تابش (از جمله دوپینگ تبدیل هسته‌ای نوترون از سیلیکون)،تحقیقات تجزیه و تحلیل فعال سازی نوترون و پرتو نوترونی را ارائه می دهد. OPAL قادر به تولید چهار برابر رادیو ایزوتوپ برای درمان‌های پزشکی هسته‌ای نسبت به راکتور قدیمی HIFAR و طیف وسیع تری از رادیوایزوتوپ‌ها برای درمان بیماری است. طراحی مدرن شامل یک منبع نوترون سرد (CNS) است.
راکتور OPAL تاکنون هفت جایزه در استرالیا دریافت کرده است.

## پراکندگی نوترون در OPAL
موسسه براگ در ANSTO میزبان تاسیسات پراکندگی نوترون OPAL است. اکنون به عنوان یک تسهیلات کاربری در خدمت جامعه علمی در استرالیا و سراسر جهان است. بودجه جدید در سال 2009 به منظور نصب ابزارهای رقابتی و خطوط پرتو دریافت شد. تسهیلات واقعی شامل ابزارهای زیر است:

### اکیدنا

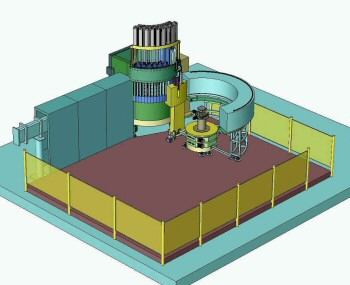
نقشه مهندسی پراش سنج پودری با وضوح بالا ECHIDNA (اوت 2003)

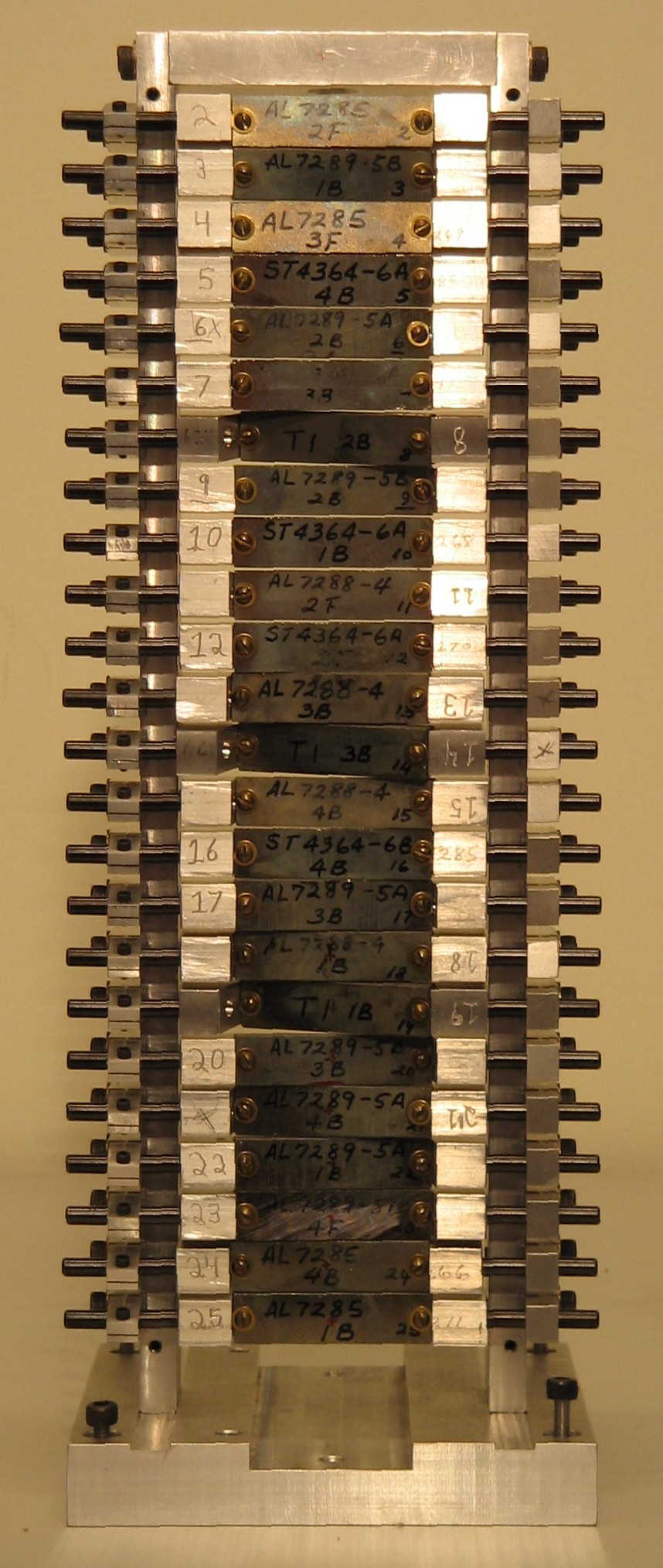
تک رنگ Ge-115 از آزمایشگاه ملی بروکهاون خریداری شده است.

اکیدنا (به انگلیسی: ECHIDNA) نام دستگاه پراش سنج پودر نوترونی با وضوح بالا است. این ابزار برای تعیین ساختارهای کریستالی مواد با استفاده از تابش نوترونی مشابه با تکنیک‌های اشعه ایکس استفاده می کند. این ساز از اکیدنای مونوترم استرالیایی نامگذاری شده است، زیرا قله های خاردار این ساز شبیه اکیدنا هستند.
با نوترون‌های حرارتی عمل می کند. یکی از ویژگی‌های اصلی، آرایه 128 موازی‌ساز و آشکارسازهای حساس به موقعیت برای جمع آوری سریع داده‌ها است. اکیدنا امکان تعیین ساختار، اندازه‌گیری بافت و نقشه‌برداری فضای متقابل تک کریستال‌ها را در اکثر محیط‌های نمونه مختلف که به فیزیک، شیمی، مواد، مواد معدنی و جوامع علوم زمین خدمت می‌کنند، می‌دهد. اکیدنا بخشی از ابزارهای پارک پراکندگی نوترون موسسه براگ است.

#### مؤلفه‌ها
- راهنمای نوترون
این ابزار بر روی راهنمای نوترون حرارتی TG1 راکتور OPAL قرار دارد. فاصله از راکتور 58 متر (190 فوت) است. این موقعیت بعد از ساز وامبت دومین موقعیت در راهنما است. اندازه راهنما 300 میلی متر (12 اینچ) ارتفاع و 50 میلی متر (2.0 اینچ) عرض است و با روکش‌های سوپرآینه پوشانده شده است.
- موازی‌ساز اولیه
برای کاهش واگرایی پرتو و افزایش قدرت تفکیک زاویه‌ای ابزار، قبل از تک‌رنگ موازی ساز Söller وجود دارد. از آنجایی که این یک مصالحه با شدت است، دو مورد 5' و 10'، به ترتیب، می توانند با یک مکانیسم خودکار تعویض یا به طور کامل حذف شوند. موازی‌سازها اندازه کامل پرتو ارسال شده توسط راهنمای نوترون را پوشش می دهند.
- تک‌رنگ
تک‌رنگ توسط دال‌هایی از کریستال‌های ژرمانیوم جهت دار [115] ساخته شده است که به منظور تمرکز بر پرتو بازتابی براگ به سمت یکدیگر متمایل شده اند. این دستگاه از آزمایشگاه ملی بروکهاون در ایالات متحده پس از تعطیلی تاسیسات نوترونی آن‌ها خریداری شده است.
- موازی‌ساز ثانویه
به صورت اختیاری یک موازی ساز ثانویه با پذیرش زاویه‌ای 10' و 200 در 20 میلی‌متر (7.87 در × 0.79 اینچ) را می توان در پرتو تک‌رنگ بین تک‌رنگ و نمونه قرار داد، که دوباره بر عملکرد وضوح دستگاه تأثیر می گذارد.
- سیستم شکاف
دو مجموعه خودکار از جفت صفحات جاذب افقی و عمودی اجازه می دهد تا اندازه پرتو تک رنگ را قبل از موازی‌ساز ثانویه و اندازه نمونه کاهش دهیم. آنها نوترون‌های ناخواسته را حذف می کنند و پس زمینه نزدیک آشکارساز را کاهش می دهند. علاوه بر این، آن‌ها اجازه می دهند انتخاب موقعیت نمونه مورد مطالعه قرار گیرد.
- مانیتور پرتو
یک مانیتور شکافت 235U میزان نوترون‌هایی که به نمونه برخورد می‌کنند را اندازه‌گیری می‌کند. راندمان 10−4 است و بیشتر نوترون‌ها بدون مزاحمت از دستگاه عبور می کنند. شمارش مانیتور برای تصحیح تغییرات شار پرتو به دلیل تغییرات در راکتور یا ابزار بالادست مهم است.
- مرحله نمونه
نمونه توسط یک گونیومتر بار سنگین متشکل از یک محور چرخش امگا عمودی 360 درجه، جداول ترجمه x-y و یک مرحله شیب متقاطع chi-phi در محدوده ±20 درجه پشتیبانی می شود. می‌تواند چند صد کیلوگرم را به منظور پشتیبانی از محیط‌های نمونه سنگین‌تر، مانند کرایوستات‌ها، کوره‌ها، آهن‌رباها، قاب‌های بار، محفظه‌های واکنش و غیره نگه دارد. یک نمونه پودر معمولی در قوطی‌های وانادیوم پر می‌شود که پس‌زمینه کمی بدون ساختار می‌دهد. محیط نمونه ذکر شده امکان اندازه گیری تغییرات در نمونه را به عنوان تابعی از پارامترهای خارجی مانند دما، فشار، میدان مغناطیسی و غیره می دهد. جایی که جهت نمونه نقش دارد.
- موازی‌سازهای آشکارساز
مجموعه‌ای از 128 آشکارساز که هر کدام مجهز به یک موازی‌ساز 5 اینچی در جلو در یک بخش 160 درجه با تمرکز روی نمونه قرار گرفته اند. موازی‌سازها تشعشعات پراکنده شده را در محدوده‌های به خوبی تعریف شده از 128 موقعیت زاویه‌ای انتخاب می کنند. کل مجموعه موازی‌ساز و آشکارساز بر روی یک میز مشترک نصب شده است که در مراحل ریزتر در اطراف نمونه اسکن می شود تا بیشتر در یک الگوی پراش پیوسته ترکیب شود.
- لوله‌های آشکارساز
128 لوله آشکارساز گاز 3He حساس به موقعیت خطی، ارتفاع دهانه کامل 300 میلی‌متر (12 اینچ) را در پشت موازی‌سازها پوشش می‌دهد. آن‌ها موقعیت رویداد نوترون را با تقسیم بار روی آند مقاومتی به سمت هر انتهای آشکارساز تعیین می کنند. نرخ شمارش کلی و محلی در محدوده چندین 10000 هرتز قرار دارد.

### پلاتیپوس
پلاتیپوس (به انگلیسی: PLATYPUS) یک بازتابسنج زمان پرواز است که بر روی منبع نوترونی سرد ساخته شده است. این ابزار برای تعیین ساختار رابط‌ها با استفاده از پرتوهای نوترونی بسیار همسو شده است. این پرتوها در زوایای کم (معمولاً کمتر از 2 درجه) به سطح تابیده می شوند و شدت تابش منعکس شده به عنوان تابعی از زاویه تابش اندازه گیری می شود.
با استفاده از نوترون‌های سرد با باند طول موج 0.2-2.0 نانومتر عمل می کند. اگرچه برای هر منحنی انعکاس تا سه زاویه تابش متفاوت مورد نیاز است، ماهیت زمان پرواز به این معنی است که مقیاس‌های زمانی فرآیندهای جنبشی در دسترس هستند. با تجزیه و تحلیل سیگنال منعکس شده، تصویری از ساختار شیمیایی رابط ایجاد می شود. از این ابزار می توان برای بررسی غشاهای زیستی، دو لایه لیپیدی، مغناطیس، لایه‌های سورفکتانت جذب شده و غیره استفاده کرد.
نام این پستاندار از اُرنی‌ترنگ، پستاندار مونوترم نیمه آبزی بومی استرالیا گرفته شده است.

### وامبت
وامبت(به انگلیسی: WOMBAT)یک پراش سنج پودر نوترونی با شدت بالا است. این ابزار برای تعیین ساختارهای کریستالی مواد با استفاده از تابش نوترونی مشابه با تکنیک‌های اشعه ایکس استفاده می کند. نام آن از روی وامبت، کیسه‌دار بومی استرالیا گرفته شده است.
با نوترون‌های حرارتی کار خواهد کرد. این برای بالاترین شار و سرعت اکتساب داده طراحی شده است تا الگوهای پراش زمان حل شده را در کسری از ثانیه ارائه دهد. وامبت بر روی مطالعات درجا و بررسی‌های مهم زمانی، مانند تعیین ساختار، اندازه‌گیری بافت و نقشه‌برداری فضای متقابل تک بلورها در اکثر محیط‌های نمونه مختلف که به فیزیک، شیمی، مواد، مواد معدنی و جوامع علوم زمین خدمت می‌کنند، تمرکز خواهد کرد.

### کواری
کواری (به انگلیسی: KOWARI) یک پراش سنج تنش پسماند نوترونی است. اسکن کرنش با استفاده از نوترون‌های حرارتی یک تکنیک پراش پودر در یک بلوک پلی کریستالی از مواد است که تغییر فاصله اتمی به دلیل تنش داخلی یا خارجی را بررسی می کند. نام آن از کوواری، یک جانور کیسه دار استرالیایی گرفته شده است.
این یک ابزار تشخیصی غیر مخرب برای بهینه سازی به عنوان مثال ارائه می دهد. عملیات حرارتی پس از جوش (PWHT، شبیه به برگشت دادن) سازه های جوش داده شده است. تنش‌های کششی به‌عنوان مثال باعث رشد ترک در اجزای مهندسی می‌شوند و تنش‌های فشاری رشد ترک را مهار می‌کنند (به عنوان مثال سوراخ‌های منبسط شده در سرما در معرض چرخه خستگی). استراتژی‌های افزایش عمر تاثیر اقتصادی بالایی دارند و اسکن کرنش تنش‌های مورد نیاز برای محاسبه عمر باقی مانده و همچنین ابزاری برای نظارت بر وضعیت اجزا را فراهم می کند زیرا غیر مخرب است. یکی از ویژگی‌های اصلی جدول نمونه است که امکان بررسی اجزای مهندسی بزرگ را در عین جهت گیری و موقعیت یابی بسیار دقیق آنها فراهم می کند.

### بقیه
- TAIPAN - Thermal 3-Axis Spectrometer[۱۰]
- KOALA - Laue Diffractometer[۱۱]
- QUOKKA - Small-Angle Neutron Scattering[۱۲]
- PELICAN - Cold-Neutron Time-of-Flight Spectrometer[۱۳]
- SIKA - Cold 3-Axis Spectrometer[۱۴]
- KOOKABURRA - Ultra-Small-Angle Neutron Scattering (USANS)[۱۵]
- DINGO - Neutron Radiography, Tomography and Imaging[۱۶]

## کارایی
در مراحل اولیه تست و راه‌اندازی هر یک از تجهیزات و سیستم‌ها به صورت ایزوله و سپس به صورت یکپارچه مورد آزمایش قرار گرفت. ابتدا آزمایش‌ها بدون بارگیری سوخت هسته‌ای در هسته انجام شد و سپس یک طرح دقیق برای بارگیری سوخت هسته‌ای در هسته راکتور و رسیدن به زنجیره هسته‌ای برای اولین بار دنبال شد. برای اینکه راکتور با قدرت کامل کار کند، مراحل افزایش توان متوالی دنبال شد. پس از تکمیل راه‌اندازی، سازمان تنظیم مقررات هسته‌ای استرالیا (ARPANSA) مجوزی را صادر کرد که اجازه فعالیت آن را با قدرت کامل می دهد. در طول اولین چرخه عمل، یک دوره معمولی دندان درآوردن از یک طرح اولیه دنبال شد. راکتور نشان داده است که تامین کننده قابل اعتمادی از رادیوداروها است، در حالی که به عنوان منبع نوترونی برای انجام فعالیت‌های تحقیقاتی مواد با استفاده از چندین ابزار عمل می کند.
از زمانی که راکتور راه اندازی شده است با در دسترس بودن بسیار بالا کار می کند، در طول دوره 2012-2013، 265 روز با قدرت کامل (شامل دوره تعمیر و نگهداری طولانی مدت)، در طول 2013-2014 به مدت 294 روز با قدرت کامل، و در طول سال 2014- 2015، 307 روز با قدرت کامل کار کرد.
در سپتامبر 2016، در مجموع 2200 روز انرژی کامل جمع آوری کرده است. در هر چرخه عملیاتی 30 روزه، بیش از 150 دسته سیلیکون تحت تابش قرار می گیرد، Mo99 به طور منظم برای بازار پزشکی هسته‌ای تولید می شود. OPAL 4 میلیون دوز را تحویل داده است. با توجه به تحقیقات با نوترون‌ها، مرکز استرالیایی برای پراکندگی نوترون (موسسه براگ سابق) بیش از 120 دانشمند و 13 ابزار عملیاتی پرتو نوترونی را شامل می شود و بیش از 600 مقاله علمی تحقیقاتی با استفاده از نوترون‌های حاصل از هسته OPAL تولید کرده است.

## همچنین ببینید
- چشمه نوترون اسپالاسیون
- پزشکی هسته‌ای

## لینک‌های خارجی
- OPAL
- KOWARI
- ECHIDNA
- Bragg Institute
- INVAP Nuclear Division designs
- Announcement of the new reactor's name
- Nuclear reactor to reopen after six-month shutdown
- Govt expects nuclear reactor to restart this month
- Reactor ready for second try